# Renault R.S.19
La Renault R.S.19 è una vettura da Formula 1 realizzata dalla Renault F1 Team per prendere parte al Campionato mondiale di Formula 1 2019.

## Livrea
La vettura è stata presentata il 12 febbraio, la livrea è molto simile a quella dell'anno precedente, differisce solo per la vernice gialla all’interno dell’ala posteriore e per il cambiamento di alcuni sponsor; di lato all’ala anteriore è inoltre presente la scritta Infiniti invece che Renault. Il numero del pilota viene colorato di giallo anche all’interno.
Negli ultimi gran premi, esclusi gli ultimi due della stagione, sulla paratia dell'ala posteriore, alla scritta Renault viene aggiunta la denominazione E-Tech e viene colorata anch'essa di nero.

## Caratteristiche
La nuova vettura nata ad Enstone presenta a prima vista una peculiarità evidente: un angolo di Rake estremo, segno che le nuove regole aerodinamiche non hanno influenzato l'assetto. Modificato è invece l'interasse che è aumentato. La parte anteriore conserva l'andamento della R.S.18 con piloni di sostegno dell’ala dotati di soffiaggio piuttosto lunghi e che funzionano da convogliatori di flusso sotto alla scocca. La sospensione anteriore presenta il classico schema a push rod. Il terzo elemento è idraulico in modo da gestire questo pronunciato assetto rake.
Nella zona centrale si può notare la presenza di nuovi bargeboard più bassi e più lunghi, mentre le bocche delle pance sono molto in alto e hanno una forma rettangolare piuttosto stretta, in un concetto che ricorda molto quello adottato dalla Red Bull RB14. Gli specchietti restano invece semplici e presentano un profilo classico. Sul fondo si osserva il bordo d’ingresso frontale molto rialzato. Il cofano è abbastanza pendente lasciando lo spazio ad una vistosa pinna.
La sospensione posteriore è di tipo pull rod, con uno degli elementi idraulici. L’ala posteriore è sorretta da due piloni e ha una forma a collo di cigno, mentre non c'è la T-wing. La paratia laterale ha un soffiaggio verticale nel bordo d’entrata anteriore e adotta in coda delle frange in basso.

## Carriera agonistica

### Stagione
La stagione 2019 vede un peggioramento delle prestazioni rispetto all'anno passato, e nelle prime dodici gare arrivano pochi piazzamenti a punti, con il Gran Premio del Canada come miglior risultato con il sesto posto di Daniel Ricciardo e il settimo di Nicolas Hülkenberg.
Dopo la pausa estiva le cose migliorano sensibilmente e i piazzamenti in zona punti si fanno più frequenti con entrambi i piloti, raggiungendo l'apice nel Gran Premio d'Italia, con Ricciardo e Hülkenberg che si classificano rispettivamente in quarta e quinta posizione. Il bilancio finale è di 91 punti e vale la quinta posizione nel mondiale costruttori.

## Piloti
| Piloti ufficiali       | Piloti ufficiali | Piloti ufficiali |
| Nazione                | Nome             | Numero           |
| ---------------------- | ---------------- | ---------------- |
| Australia (bandiera)   | Daniel Ricciardo | 3                |
| Germania (bandiera)    | Nico Hülkenberg  | 27               |
| Piloti di riserva      |                  |                  |
| Nazione                | Nome             | Nome             |
| Russia (bandiera)      | Sergej Sirotkin  | 35               |
| Regno Unito (bandiera) | Jack Aitken      | Jack Aitken      |
| Cina (bandiera)        | Guanyu Zhou      | Guanyu Zhou      |

## Risultati in Formula 1
| Anno | Team    | Motore  | Gomme | Piloti     |     |    |     |     |    |    |   |    |    |    |     |    |    |   |    |     |    |    |   |    |    | Punti | Pos. |
| ---- | ------- | ------- | ----- | ---------- | --- | -- | --- | --- | -- | -- | - | -- | -- | -- | --- | -- | -- | - | -- | --- | -- | -- | - | -- | -- | ----- | ---- |
| 2019 | Renault | Renault | P     | Ricciardo  | Rit | 18 | 7   | Rit | 12 | 9  | 6 | 11 | 12 | 7  | Rit | 14 | 14 | 4 | 14 | Rit | SQ | 8  | 6 | 6  | 11 | 91    | 5º   |
| 2019 | Renault | Renault | P     | Hülkenberg | 7   | 17 | Rit | 14  | 13 | 13 | 7 | 8  | 13 | 10 | Rit | 12 | 8  | 5 | 9  | 10  | SQ | 10 | 9 | 15 | 12 | 91    | 5º   |